# Peter Hampton
Peter John Hampton (Oldham, 1954. szeptember 12. – 2020. szeptember 25.) angol labdarúgó, hátvéd, edző.

## Pályafutása

### Játékosként
1972 és 1980 között a Leeds United labdarúgója volt, ahol egy-egy angol bajnoki címet és kupa győzelmet ért el. Tagja volt az 1972–73-as idényben KEK- és az 1974–75-ös idényben BEK-döntős együttesnek. 1980 és 1984 között a Stoke City, 1984 és 1987 között a Burnley, 1987-ben a Rochdale, 1987–88-ban a Carlisle United játékosa volt.

### Edzőként
1998 és 2001 között a Workington vezetőedzőjeként dolgozott.

## Sikerei, díjai
Leeds United
- Angol bajnokság
  - bajnok: 1973–74
- Angol kupa (FA Cup)
  - győztes: 1972
- Bajnokcsapatok Európa-kupája (BEK)
  - döntős: 1974–75
- Kupagyőztesek Európa-kupája (KEK)
  - döntős: 1972–73